# Penang
Ne doit pas être confondu avec Île de Penang.
Penang est l'un des treize États de Malaisie situés sur la côte nord-ouest de la péninsule Malaise.

## Géographie

Carte de l'État de Penang.

L'État de Penang est composé de deux parties séparées par le détroit de Pénang :
- Une partie insulaire constituée par l'île de Penang (en malais Pulau Pinang[1]) , laquelle est entourée d'un certain nombre d'îles plus petites (dont la plus importante est celle de Pulau Jerejak) ;
- Une partie continentale, située à l'extrémité sud du Kedah, constituant le Seberang Perai (terme signifiant « de l'autre côté de Perai », ce dernier nom qui désigne la ville située en face de George Town, la capitale, accueille la principale zone industrielle de l'État).

Les villes principales y sont George Town, Butterworth et Bukit Mertajam.

## Histoire
L'île de Penang appartenait au Kedah avant d'en être détachée le 12 août 1786 par le sultan Abdullah de Kedah au profit de la Compagnie britannique des Indes orientales représentée par le capitaine Francis Light qui y fonda la ville de George Town.
La frange continentale (aujourd'hui Seberang Perai) fut cédée à la compagnie en 1790. Les Britanniques l'appelaient « province de Wellesley », baptisée ainsi en l'honneur de Richard Wellesley, premier marquis de Wellesley, gouverneur-général des Indes britanniques de 1797 à 1805.
En 1826, le comptoir de Penang devint l'une des quatre composantes de la colonie des Établissements des détroits. La ville de George Town connut une croissance continue avec son activité de négoce, bien qu'elle se fît damer le pion par Singapour sur la route transcontinentale.
Port de commerce important dans le dispositif de l'empire colonial britannique, idéalement situé dans le détroit de Malacca, le port de George Town (ou Poulo Penang) a été le théâtre d'un combat naval le 28 octobre 1914 alors que les nouvelles de la guerre en Europe n'étaient pas vraiment parvenues jusqu'en Extrême-Orient. Le croiseur SMS Emden, de l'escadre de l'amiral Maximilian von Spee, avait été détaché pour livrer une guerre « en corsaire » au trafic commercial britannique lorsque l'escadre allemande avait dû évacuer sa base chinoise de Tsing Tao. Il se présente au petit matin dans la rade naturelle (où tous les feux de navigation sont allumés et la veille côtière très relâchée), coule le croiseur russe Jemtchoug (un rescapé de la déroute de Tsoushima durant la guerre russo-japonaise), tente d'arraisonner le paquebot anglais Glenturret, puis, engagé par le minuscule torpilleur français Mousquet, le coule en moins d'une heure avant de filer à toute vapeur vers les îles Cocos (pour y détruire les relais de câbles sous- marins), où il livrera son dernier combat.

## Population

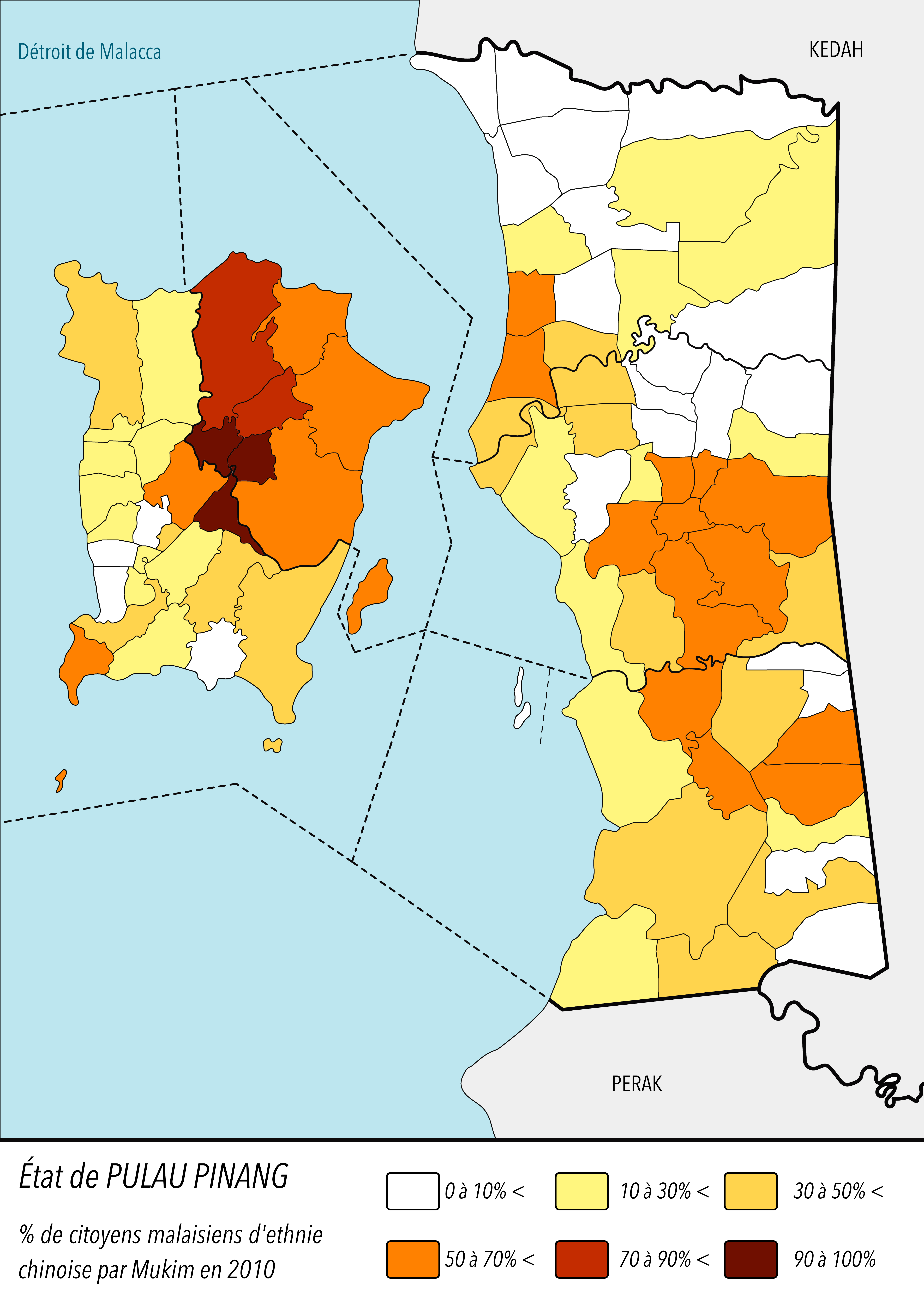
Proportion de citoyens malaisiens d'origine ethnique chinoise en 2010 par Mukim.

L'immigration continue de Chinois du Fujian (Hokkien) depuis le XIXe siècle jusqu'aux années 1930 explique la majorité d'origine chinoise. De nos jours, Penang est le seul État de la péninsule Malaise sans majorité malaise.

## Économie
L'île de Penang a été un port franc jusqu'en 1969. Ce statut est maintenant affecté à Langkawi. Néanmoins, le tourisme assure une source importante de revenus pour Penang. De plus, la spécialisation dans l'industrie des semi-conducteurs en fait un des lieux principaux de production en Asie.
En 2010, le secteur manufacturier de Penang a attiré 4 milliards de dollars d'investissement, soit plus de 450% de plus qu'en 2009.

## Curiosités
L'essentiel des curiosités de l'état se concentre sur l'Île de Penang.
- L'île de Penang est dominée par des sommets, dont le plus connu est le Bukit Bendera (en) (« Mont de la bannière ») ou Penang Hill, culminant à 833 mètres. Un funiculaire ultra-rapide grimpe depuis le quartier d'Air Itam (en). Le sommet, vu son altitude, était une villégiature tempérée, privilégiée par les colons britanniques. Un cachet d'antan perdure parmi les grosses maisons coloniales laissées inaltérées par le temps. Cette impression de retraite est accentuée par l'absence d'accès routier au sommet. La végétation est luxuriante et le calme absolu. C'est en contraste avec le développement qu'a connu la bouillonnante George Town.
- Le pont de Penang (Penang Bridge). Il relie l'île au continent. Avec ses 13,5 km de long, c'est le plus long de toute l'Asie du Sud-Est. Il fut ouvert en 1988, après cinq ans de travaux.

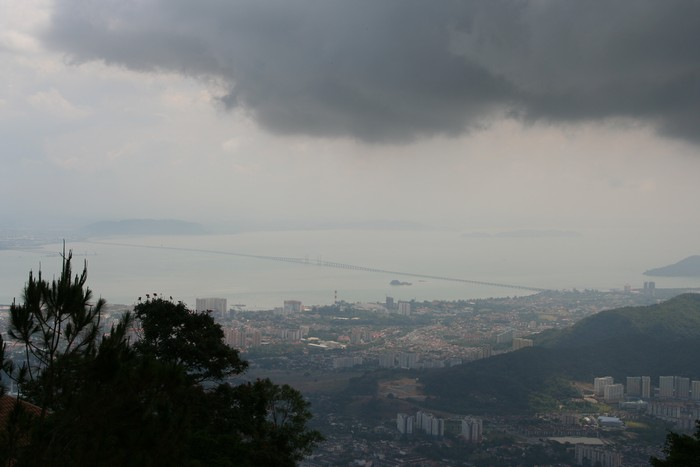
Le pont de Penang, vu depuis Penang Hill.

- Suffolk House, à Air Itam, remarquable exemple d'architecture anglo-indienne. Cette grande demeure fut la première résidence du capitaine Francis Light, fondateur de la colonie et originaire du Suffolk (Angleterre).
- La Khoo Kongsi, édifice typique de l'organisation des clans chinois ou kongsi, logeant plusieurs familles dans un ensemble communautaire.
- Patrimoine architectural de la vieille ville (certaines scènes du film Indochine furent tournées dans ce décor urbain). Les plus vieilles rues portent encore des noms rappelant la présence des premiers missionnaires chrétiens : Lebuh Gereja (du portugais Igreja) pour Church Street, Lebuh Bishop pour Bishop Street, Lebuh Light, encore appelée Convent Road.
- Maisons dans le style peranakan et notamment Cheong Fatt Tze Mansion au 14, Lebuh Leith.
- Pinang Peranakan Museum, 29, Church Street, musée de l'art Baba-Nyonya dans une demeure centenaire.
- Cimetière chrétien de Western Road.

## Édifices religieux
- Le temple aux serpents.
- La pagode (chinoise) du Kek Lok Si. Lieu de pèlerinage populaire, dans le quartier d'Air Itam. Elle est bâtie à flanc de coteau et domine la ville.
- La pagode (thaïe) de Chaiyamangkalaram abrite un Bouddha couché de 33 m de long, un des plus grands de ce type.
- La pagode (birmane), faisant face à la précédente, avec un jardin très agréable.
- La mosquée Kapitan Keling, la plus ancienne de la ville, sur Jalan Kapitan Keling.
- La cathédrale anglicane St-Georges. Édifice de style néoclassique avec fronton et colonnes.
- L'église catholique de l'Assomption, construite par les Missions étrangères de Paris, sur Farquhar Street.

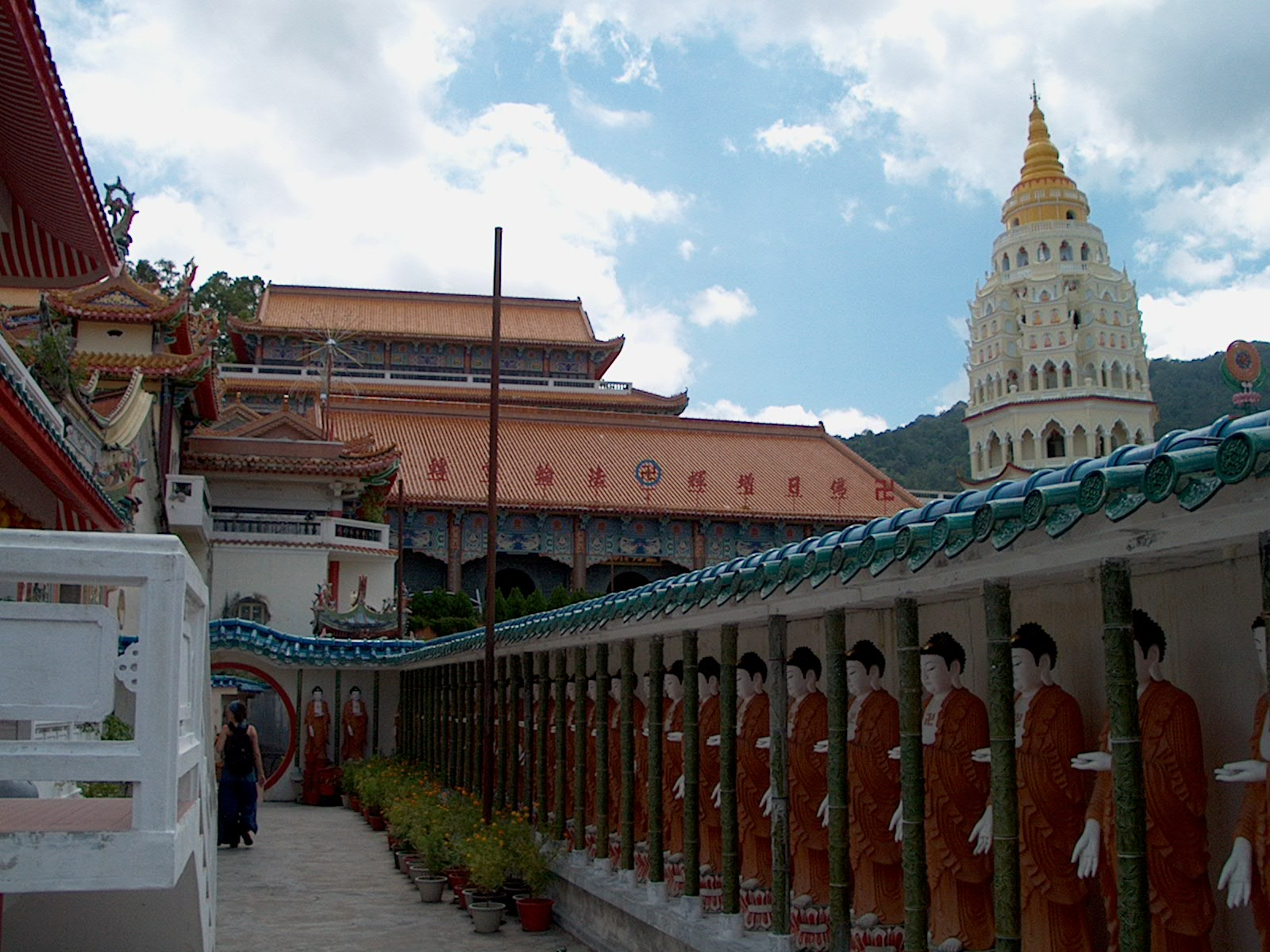
Temple Kek Lok Si.
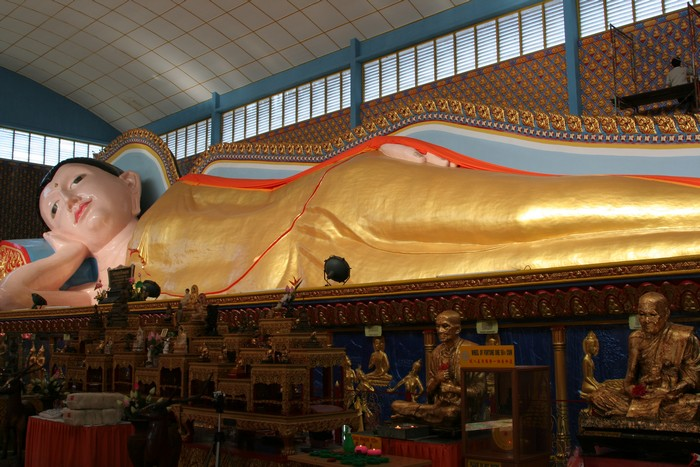
Bouddha couché du Wat Chaiyamangkalaram.
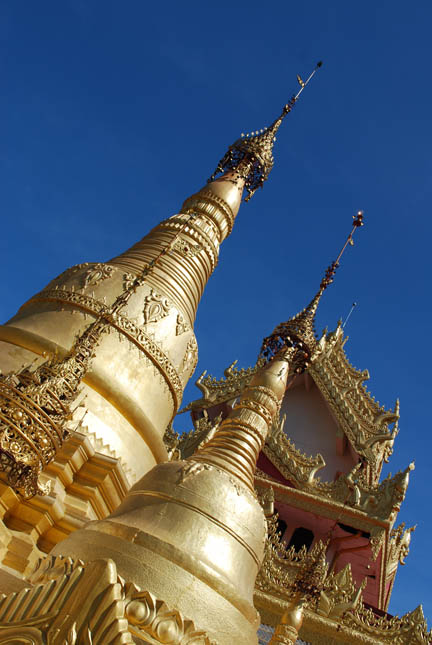
Stūpa du temple birman.
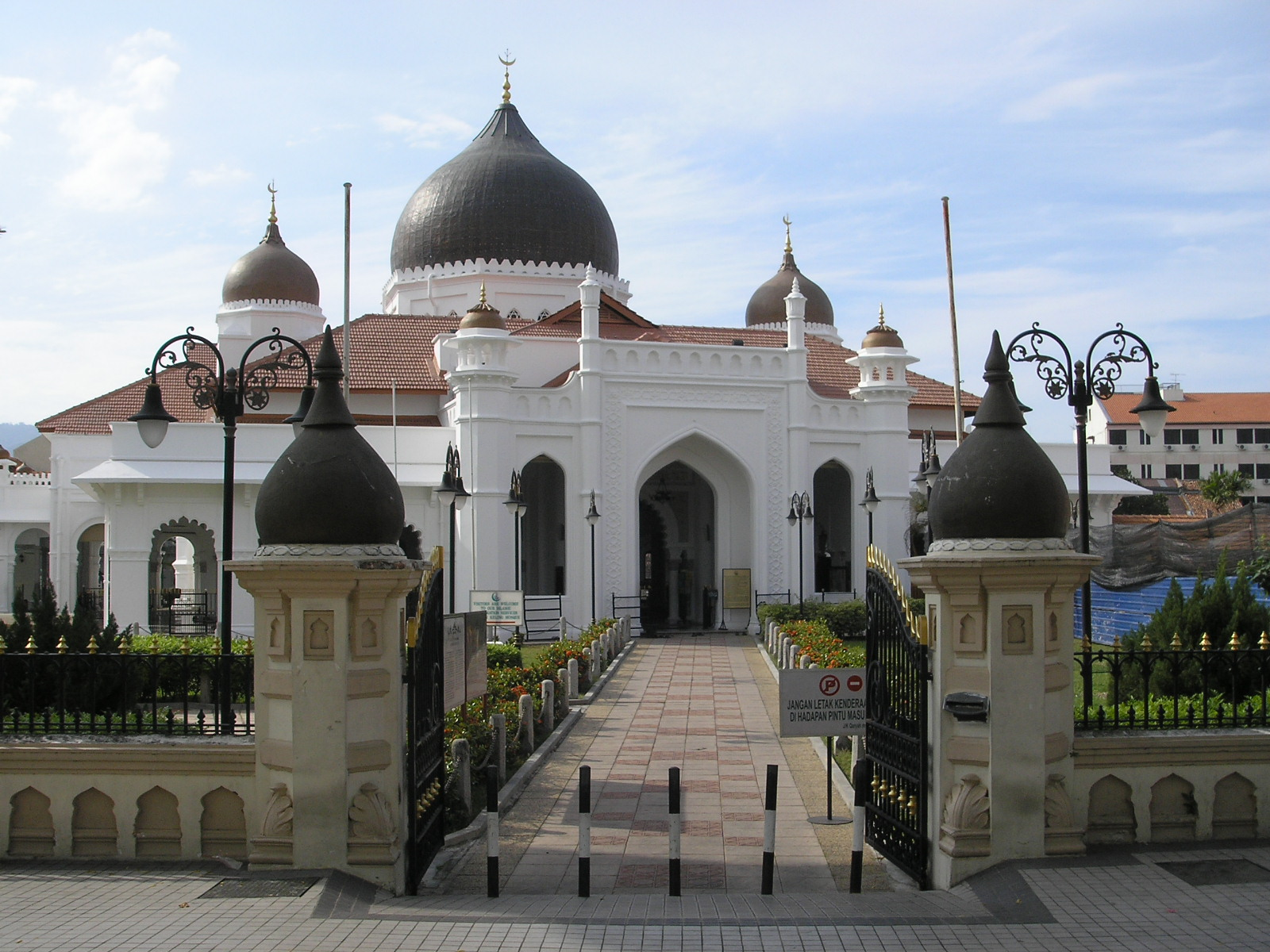
Mosquée Kapitan Keling.
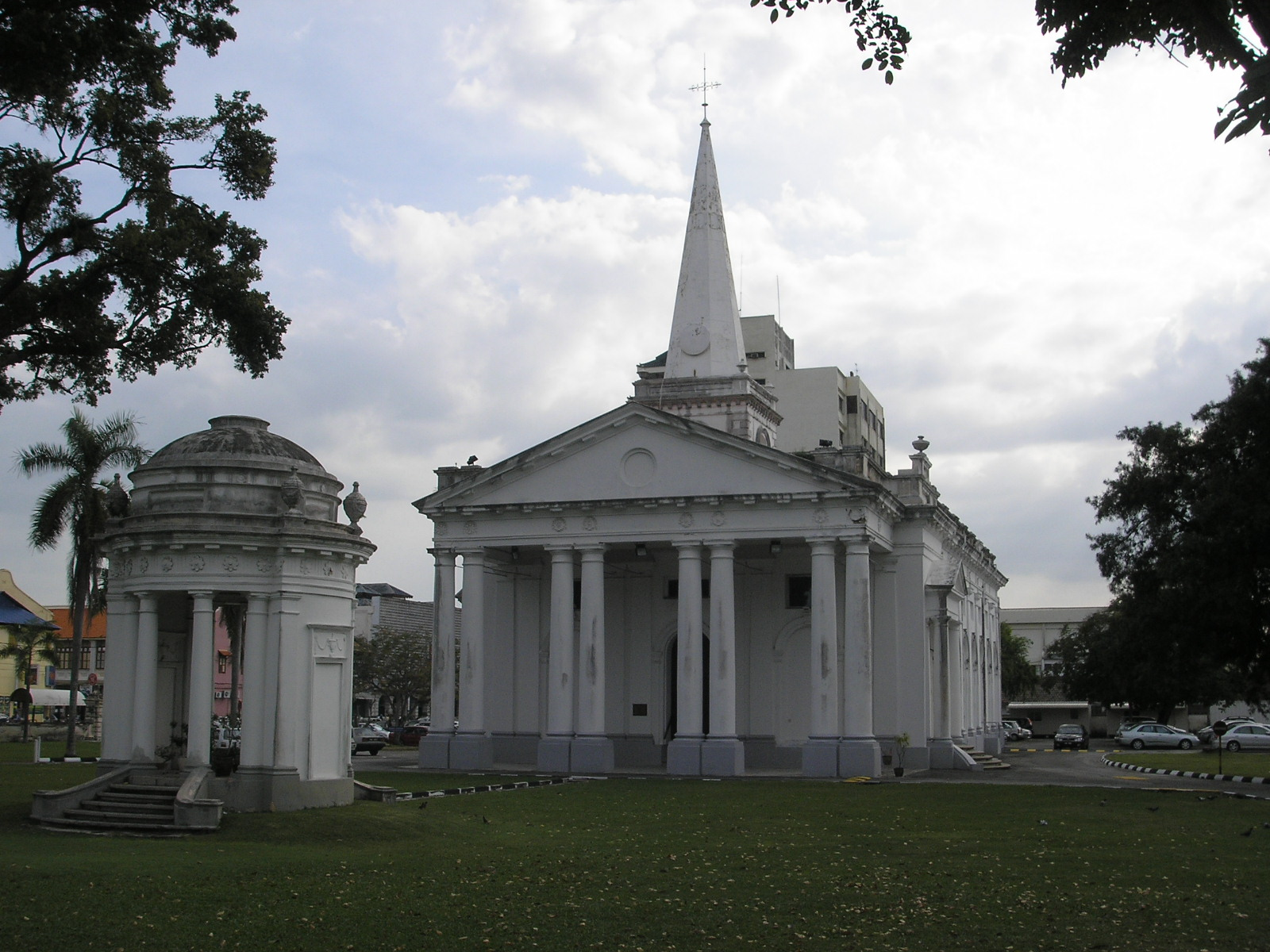
Cathédrale St-Georges.

## Transports et communications
- Service de ferries entre  George Town et le continent
- Pont de Penang
- Aéroport international de Penang
- Port, services maritimes vers Langkawi et Medan (Indonésie).

## Culture et cuisine
Penang est renommée pour la richesse de sa cuisine, fruit de la rencontre de plusieurs influences (indienne, chinoise et malaise). Les habitants aiment manger dans des petits estaminets postés le long des routes et ouverts pratiquement en continu (Food stall).
Les plats les plus connus :
- L'assam laksa, un bouillon de poisson aigre avec des nouilles épaisses et des crevettes. Il est garni par des feuilles de menthe, des oignons crus.
- Le nasi kandar, un assortiment de riz étuvé avec des plats de légumes, de viandes ou de poissons. Une spécialité indo-musulmane dont l'arôme se cache dans les subtilités des variations de curry.
- Le cendol est un dessert composé de glace pilée, de lait de coco, de colorants verts et de sucre de canne.
- Le nasi lemak, comme partout ailleurs.
- Le satay, brochettes de viande (bœuf ou poulet) à la sauce.
- Le char kuey tiao : nouilles frites avec de la sauce piquante, sojas, crevettes, œuf, pousses de soja et girofle. Le tout est frit dans le gras de porc, avec des lardons croustillants, caractéristiques de ce plat.

- Voir aussi l'article sur la cuisine malaisienne.

## Personnalités nées à Penang
- P. Ramlee, acteur et chanteur ;
- Nicol David, joueuse de squash ;
- Wu Lien-teh, médecin d'origine chinoise ;
- Jill Bennett, actrice britannique.